# Tschanigraben
Tschanigraben ist eine Gemeinde im Bezirk Güssing im Burgenland in Österreich mit 66 Einwohnern (Stand 1. Jänner 2024). Der ungarische Ortsname der Gemeinde ist Sándorhegy.

## Geografie

### Lage
Tschanigraben liegt im Südburgenland rund acht Kilometer südlich von Güssing direkt an der ungarischen Grenze. Mit 1,71 Quadratkilometern ist Tschanigraben die kleinste Gemeinde im Burgenland sowie die sechstkleinste Gemeinde in Österreich.
Die Entwässerung erfolgt durch den Wiesenbach, der in der Gemeinde entspringt und nach Osten fließt. Dort liegt mit 240 Meter Seehöhe der niedrigste Punkt der Gemeinde. Die bewaldeten Hügel um das Tal erreichen im Norden 300 und im Süden 350 Meter Höhe. 
Der Waldanteil liegt bei 46 Prozent, etwa 44 Prozent werden landwirtschaftlich genutzt.

### Gliederung
Es gibt keine weiteren Orte in der Gemeinde.

### Nachbargemeinden
|  | Inzenhof                                    |
|  | Kompassrose, die auf Nachbargemeinden zeigt |
|  | Ungarn                                      |

## Geschichte
Nach den Kirchenaufzeichnungen wurde Tschanigraben mit folgenden Namen bezeichnet:
- 1736: Schonagraben
- 1765: Chanigram
- 1789–1802: Sandorhegy

Daneben scheinen auch Sconagraben, Tsonagraben, Csanagraben und Tsanagraben auf.
Von 1898 bis 1921 musste wegen der Magyarisierungspolitik der ungarischen Regierung wieder der Ortsname Sándorhegy verwendet werden.
Seit 1921 gehört Tschanigraben zum neu gegründeten Bundesland Burgenland in Österreich.
Im Jahr 2015 wurde die erst 1932 gegründete Feuerwehr, bedingt durch den Mitgliedermangel als Folge der Abwanderung, aufgelöst. Für den Brandschutz wurde daraufhin ein Vertrag mit der Nachbargemeinde Inzenhof geschlossen, die auch die vorhandene bewegliche Ausrüstung übernahm.

## Kultur und Sehenswürdigkeiten

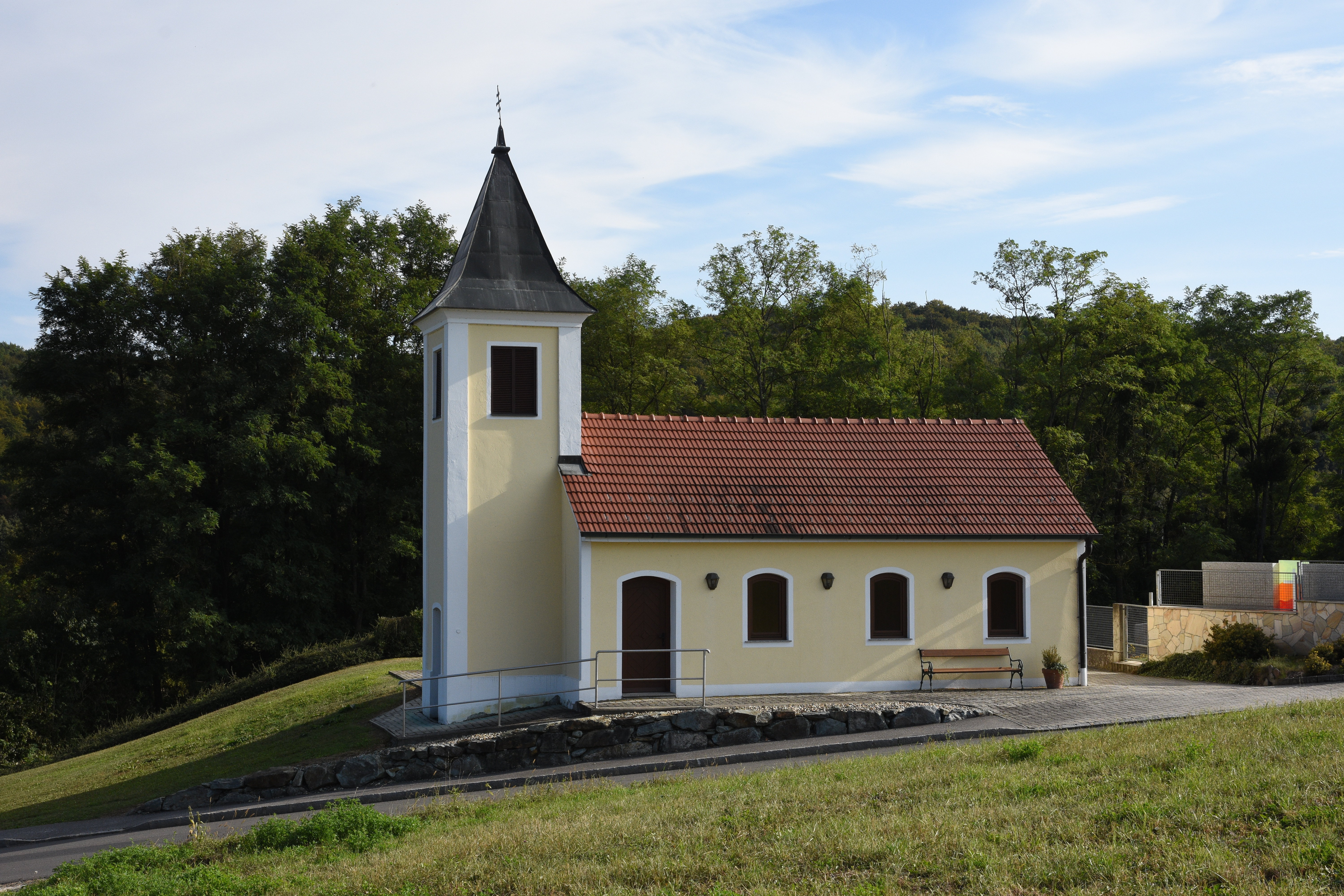
Kapelle Tschanigraben

- Kapelle der Schutzpatronin Teresa von Kalkutta.
- Dorfpark: Platz mit keltischem Baumpfad und Skulpturen des Tschanigrabener Holzschnitzers Gerhard Budal.

## Wirtschaft und Infrastruktur
Von den zwei landwirtschaftlichen Betrieben des Jahres 2010 wurde einer im Haupt- und einer im Nebenerwerb geführt. Im Jahr 2011 gab es in Tschanigraben drei Arbeitsplätze, einen in der Landwirtschaft und zwei im Baugewerbe. Von den 21 in der Gemeinde lebenden Erwerbstätigen pendelten 18 zu ihren Arbeitsstätten aus.
Die einzige Straßenverbindung ist die Landesstraße L403 in die Nachbargemeinde Inzenhof.

## Politik
| Der Gemeinderat hat neun Mitglieder, nach den Gemeinderatswahlen hatte der Gemeinderat folgende Verteilungen: - 2002: 9 SPÖ - 2007: 9 SPÖ - 2012: 7 SPÖ und 2 ÖVP - 2017: 9 SPÖ - 2022: 9 SPÖ | Hier fehlt eine Grafik, die leider im Moment aus technischen Gründen nicht angezeigt werden kann. Wir arbeiten daran! |

### Bürgermeister
- bis 2007 Johann Simitz (SPÖ)
- seit 2007 Ernst Simitz (SPÖ)[14]

### Wappen
Der Gemeinde wurde am 23. Oktober 2011 ein Gemeindewappen verliehen.